# Nevermore (Queen-dal)
A Nevermore a nyolcadik dal a brit Queen együttes 1974-es Queen II albumáról. A szerzője Freddie Mercury énekes volt, mint ahogy a Fekete oldalon helyet kapó összes dalnak. Alig 1 perc 17 másodperces hosszával a legrövidebb Queen művek egyike.
A szerelem elmúlásáról szól. Reménytelen szövegvilága hűen illik a Fekete oldal sötét tónusához, bár ezenkívül nincs sok kapcsolata az album misztikus hangulatához.
Sem elektromos gitár, sem dob nem hallható a felvételen. A zongorán Freddie játszott. Bizonyos zongoraszólamokat egyesek szintetizátornak hittek furcsa hangzásuk miatt, annak ellenére, hogy a borítón kifejezetten jelezték: „no synths”. Az ilyen effektusokat úgy hozták létre, hogy valaki leszorította a zongorahúrokat miközben Mercury játszott (ezt a technikát már Brian Wilson is alkalmazta 1966-os You Still Believe in Me című dalában).  Egyike az album néhány olyan dalának, amelynek nincs határozott kezdése, hanem egybefolyik a előző dallal, a The Fairy Feller’s Master-Stroke-val, bár a következővel, a The March of the Black Queennel már nem.

## Feldolgozások
- Bekerült a Concrete Blonde alternatív rock együttes koncertjeibe, és 1995-ös Acoustic Humiliation című koncertalbumukon is megjelent.
- Yano Akiko japán jazz/pop zenész 1979-es Queen Songs albumán ezt a dalt is feldolgozta.

## Közreműködők
- Ének: Freddie Mercury
- Háttérvokál: Freddie Mercury, Brian May, Roger Taylor

Hangszerek:
- John Deacon: Fender Precision Bass
- Freddie Mercury: Bechstein zongora
- Robin Cable: Bechstein  zongora